# Ranchi
Ranchi er den største by og hovedstaden i den indiske delstat Jharkhand.
Indbyggertallet er på ca. 1.073.440(2011) indbyggere.